# مارتین وایس
مارتین وایس (به آلمانی: Martin Weiß) (زاده ۳ ژوئن ۱۹۰۵ – مرگ ۲۹ مه ۱۹۴۶) یک نظامی آلمانی در دوره رایش سوم و از ۳ ژانویه ۱۹۴۲ تا ۳۰ سپتامبر ۱۹۴۳ و دوباره از ۲۶ تا ۲۸ آوریل ۱۹۴۵ فرمانده اردوگاه کار اجباری داخاو بود. وی همچنین قبل از آن از آوریل ۱۹۴۰ تا سپتامبر ۱۹۴۲ فرمانده اردوگاه مرگ نوینگامه بود. وی در ۲۹ مه ۱۹۴۶ به دار آویخته شد.